# Malte Jakschik

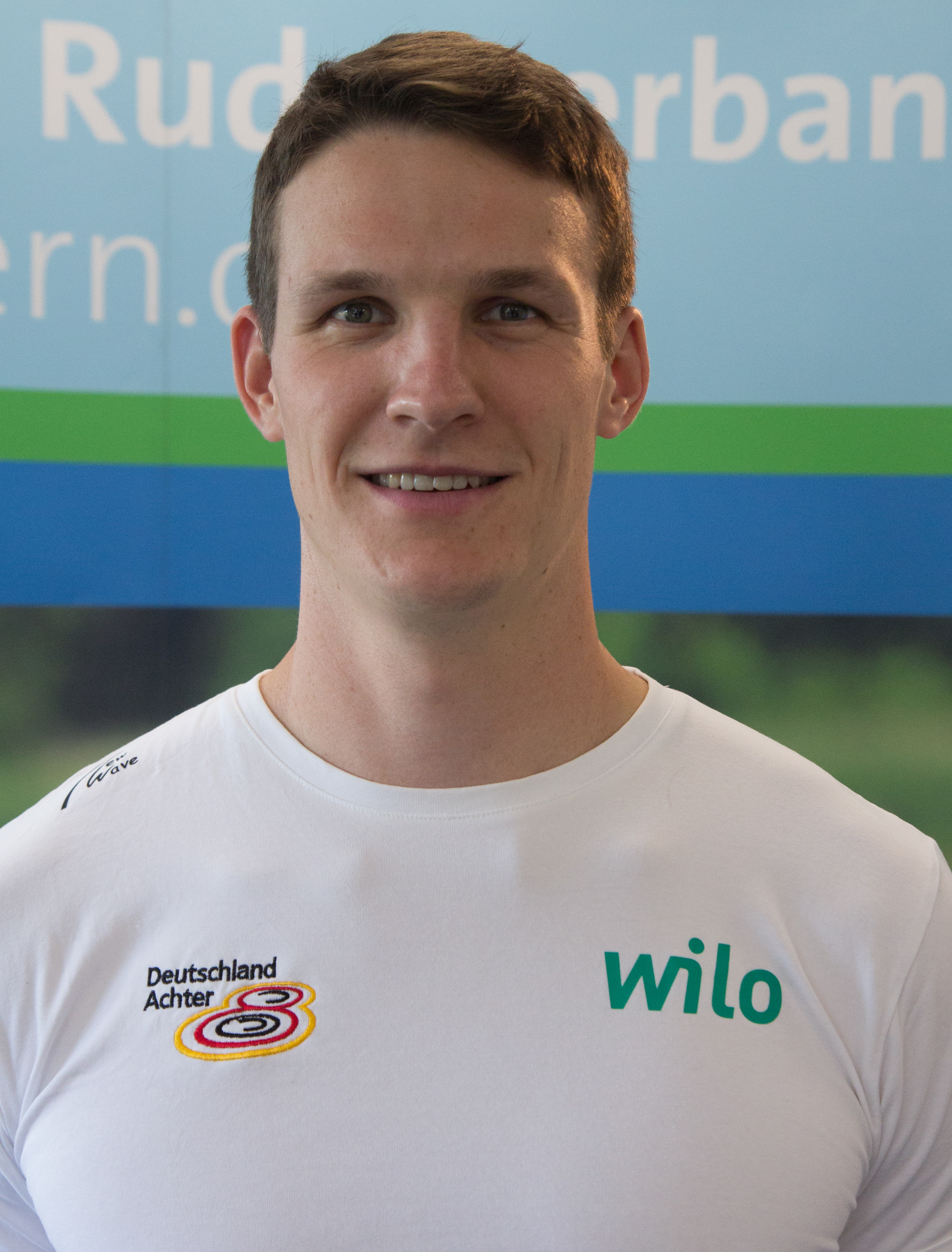
Malte Jakschik (2017)

Malte Jakschik (* 3. August 1993 in Bonn) ist ein ehemaliger deutscher Ruderer, der zwei olympische Silbermedaillen gewann und dreimal Weltmeister war.

## Sportliche Karriere
Der 1,94 m große Jakschik begann 2005 mit dem Rudersport und startete für den Ruderverein Rauxel 1922. 2010 gewann er mit dem Achter die Silbermedaille bei den Junioren-Weltmeisterschaften, bei den Junioren-Weltmeisterschaften 2011 folgte der Titel im Vierer ohne Steuermann. 2013 gewann Jakschik seine erste internationale Medaille in der Erwachsenenklasse, als er mit dem ungesteuerten Vierer Bronze bei den Europameisterschaften erkämpfte. 2014 wechselte er in den Deutschland-Achter, mit dem er Gold bei den Europameisterschaften sowie Silber hinter dem britischen Achter bei den Weltmeisterschaften erruderte. Auch 2015 startete Jakschik im Achter, bei den Europameisterschaften 2015 gewann der deutsche Achter vor den Briten. Bei den Weltmeisterschaften 2015 siegten wie in den beiden Jahren zuvor die Briten vor den Deutschen. Auch zum Auftakt der Olympiasaison 2016 gelang dem Deutschland-Achter ein Sieg bei den Europameisterschaften, vor heimischem Publikum in Brandenburg an der Havel siegte das deutsche Boot vor Russen und Briten. Im Finale der Olympischen Spiele 2016 war dann der Zieleinlauf wieder wie bei den Weltmeisterschaften 2013 bis 2015, hinter den Briten erhielten die Ruderer des Deutschland-Achters die Silbermedaille.
Im Mai 2017 gewann der Deutschland-Achter mit Jakschik die Goldmedaille bei den Europameisterschaften. Nach Siegen im Weltcup in Posen und Luzern blieb das Boot auch zum Saisonabschluss ungeschlagen und gewann den Titel bei den Weltmeisterschaften in Sarasota. 2018 gewann der Deutschland-Achter in der gleichen Besetzung wie 2017 alle drei Regatten im Weltcup. Bei den Europameisterschaften in Glasgow siegte der Achter vor den Niederländern und den Rumänen. Anderthalb Monate später gewann der Achter auch den Titel bei den Weltmeisterschaften in Plowdiw vor den Australiern und den Briten. Zu Beginn der Saison 2019 siegte der Deutschland-Achter bei den Europameisterschaften 2019 in Luzern vor den Briten und den Niederländern. Bei den Weltmeisterschaften siegten die Deutschen vor den Niederländern und den Briten. Bei den Europameisterschaften 2020 siegten die Deutschen vor den Rumänen und den Niederländern. Im Jahr darauf siegten die Briten bei den Europameisterschaften in Varese vor den Rumänen und den Niederländern, die Deutschen erreichten den vierten Platz. Bei den Olympischen Spielen in Tokio gewannen die Deutschen ihren Vorlauf und erkämpften im Finale die Silbermedaille mit einer Sekunde Rückstand auf die Neuseeländer. Jakschik beendete seine aktive Karriere mit dem SH Netz Cup 2021.
Malte Jakschik und die Achter-Mannschaft wurden für ihre olympische Medaille am 1. November 2016 von Bundespräsident Gauck mit dem Silbernen Lorbeerblatt ausgezeichnet.